# Oh! Sweet Nuthin
«Oh! Sweet Nuthin'», a menudo escrito como «Oh! Sweet Nuthin'» es una canción de la banda estadounidense The Velvet Underground, escrita por el guitarrista y poeta, Lou Reed, presentada como la última de su aclamado cuarto álbum, Loaded, creando un final de 7 minutos para el LP.
La canción se volvió uno de sus mejores trabajos y un clásico en los pocos conciertos donde se tocó.

## Composición
El coro se relaciona con los jóvenes mencionados en el primer verso, que se alejaron de las pintorescas vidas hogareñas para vivir entre las contraculturas. En esencia, estas personas abandonaron sus vidas anteriores y ahora no tienen nada, y Lou ve la belleza en eso. Estas personas ahora pueden empezar de cero.
Para retratar esto se crean personajes que reflejan a estas personas, tales como los relatado hermanos Brown (Jimmy Brown y Ginger Brown), o Joana Love, una prostituta. "Todos los días se enamora y todas las noches se enamora", metafóricamente hablando. En otra interpretación, Joana Love es una mujer que se encuentra en una interminable corriente de relaciones fallidas.

### Grabación
La voz es la de Doug Yule, tal como en otras 3 canciones del álbum: Who Loves the Sun?, New Age y Lonesome Cowboy Bill.

## Lanzamiento
La canción se convirtió en una de las más populares de la banda, normalmente reconocida como una de sus mejores canciones, junto a otras del mismo álbum como "Who Loves the Sun?", "Sweet Jane" y "Rock & Roll". También fue lanzada en 1971 como el primer sencillo del álbum, junto a Who Loves the Sun?, sorprendentemente la canción no fue editada para su lanzamiento en sencillo, a pesar de su larga duración en comparación a un sencillo normal, sin embargo difiere un poco la duración entre las mezclas del álbum y del sencillo por algunos segundos.